# 比耶·罗森格伦
比耶·罗森格伦（瑞典語：Birger Rosengren，1917年10月29日—1977年10月15日），瑞典男子足球运动员，司职中场。他曾代表瑞典国家队参加1948年夏季奥林匹克运动会足球比赛，获得一枚金牌。